# Caleb Martin
Caleb Martin (* 28. September 1995 in Winston-Salem, North Carolina) ist ein US-amerikanischer Basketballspieler, der seit 2024 bei den Philadelphia 76ers in der National Basketball Association (NBA) unter Vertrag steht. Martin ist 1,96 Meter groß und läuft meist als Small Forward auf. Nachdem er im NBA-Draft 2019 nicht ausgewählt worden war, schloss er sich den Charlotte Hornets an. Er ist der Zwillingsbruder von Cody Martin, welcher auch in der NBA spielt.

## Anfänge
Martin war als Heranwachsender drei Jahre Mitglied der Schulmannschaft der Davie County High School im US-Bundesstaat North Carolina, gefolgt von einem Jahr an der Oak Hill Academy im Bundesstaat Virginia.
Gemeinsam mit seinem Zwillingsbruder Cody schrieb er sich an der North Carolina State University ein, an der sie von 2014 bis 2016 studierten und spielten. 2016 entschlossen sich die Brüder zum Hochschulwechsel und zum Gang an die University of Nevada, Reno. Während der Saison 2016/17 nahmen Caleb und Cody Martin am Übungsbetrieb von Nevadas Basketballmannschaft teil, eine Spielberechtigung besaßen sie aufgrund der Wechselbestimmungen noch nicht. Martin bestritt zwischen 2017 und 2019 dann 70 Spiele für Nevada, in welchen er 19,1 Punkte pro Spiel erzielte.

## Professionelle Karriere

### Charlotte Hornets (2019 bis 2021)
Nachdem er im NBA-Draft 2019 von keinem Team gewählt worden war, schloss Martin sich am 31. Juli 2019 den Charlotte Hornets an, von denen er einen Zweiwegevertrag erhielt. Sein Bruder Cody Martin, welcher von den Hornets in der zweiten Runde gewählt wurde, stand dort auch unter Vertrag. Am 19. Oktober 2019 wurde sein Zweiwegevertrag in einen Standardvertrag umgewandelt. Sechs Tage später, am 25. Oktober 2019, machte Martin sein Debüt. In einer 99:121-Niederlage gegen die Minnesota Timberwolves erzielte er vier Punkte, zwei Rebounds, drei Assists und zwei Blocks.
Am 7. August 2021 wurde Martin von den Hornets entlassen.

### Miami Heat (seit 2021)
Am 14. September 2021 unterschrieb Martin bei den Miami Heat erneut einen Zweiwegevertrag. Nachdem Martin in den ersten 23 Spielen der Saison mit durchschnittlichen Werten von 7,6 Punkten und 3,2 Rebounds in nur 19 Minuten pro Spiel überzeugen konnte, wandelten die Heat seinen Vertrag in einen NBA-Standardvertrag um.
Am 6. Juli 2021 unterschrieb Martin eine Vertragsverlängerung über drei Jahre im Wert von 20 Millionen US-Dollar bei den Miami Heat.

## Karriere-Statistiken

### NBA

#### Reguläre Saison
| Saison  | Team      | GP  | GS | MPG  | FG % | 3P % | FT % | RPG | APG | SPG | BPG | PPG  |
| ------- | --------- | --- | -- | ---- | ---- | ---- | ---- | --- | --- | --- | --- | ---- |
| 2019–20 | Charlotte | 18  | 1  | 17.6 | .440 | .541 | .810 | 2.1 | 1.3 | 0.7 | 0.4 | 6.2  |
| 2020–21 | Charlotte | 53  | 3  | 15.4 | .375 | .248 | .641 | 2.7 | 1.3 | 0.7 | 0.2 | 5.0  |
| 2021–22 | Miami     | 60  | 12 | 22.9 | .507 | .413 | .763 | 3.8 | 1.1 | 1.0 | 0.5 | 9.2  |
| 2022–23 | Miami     | 71  | 49 | 29.3 | .464 | .356 | .805 | 4.8 | 1.6 | 1.0 | 0.4 | 9.6  |
| 2023–24 | Miami     | 64  | 23 | 27.4 | .431 | .349 | .778 | 4.4 | 2.2 | 0.7 | 0.5 | 10.0 |
| Gesamt  | Gesamt    | 266 | 88 | 23.8 | .450 | .357 | .762 | 3.9 | 1.6 | 0.8 | 0.4 | 8.5  |

#### Play-offs
| Saison  | Team   | GP | GS | MPG  | FG % | 3P % | FT %  | RPG | APG | SPG | BPG | PPG  |
| ------- | ------ | -- | -- | ---- | ---- | ---- | ----- | --- | --- | --- | --- | ---- |
| 2021–22 | Miami  | 17 | 0  | 12.3 | .400 | .303 | .333  | 2.2 | 0.3 | 0.6 | 0.1 | 4.5  |
| 2022–23 | Miami  | 23 | 4  | 30.2 | .529 | .423 | .829  | 5.4 | 1.6 | 0.9 | 0.4 | 12.7 |
| 2023–24 | Miami  | 5  | 5  | 35.2 | .467 | .440 | 1.000 | 3.6 | 1.4 | 0.6 | 0.0 | 11.6 |
| Gesamt  | Gesamt | 45 | 9  | 24.0 | .489 | .401 | .783  | 4.0 | 1.1 | 0.7 | 0.2 | 9.4  |